# 자크 엘륄
자크 엘륄(Jacques Ellul, 1912년 1월 6일 ~ 1994년 5월 19일)은 프랑스의 법률학자, 역사학자, 사회학자, 개신교 신학자이다.

## 연보
1912. 프랑스 보르도 근교 페삭(Pessac)에서 출생.
1930. 기독교 신앙으로의 회심.
1936. 법학박사 학위 취득.
1937-1938. 몽펠리에 대학교 강사.
1938-1940. 스트라스부르 대학교 강사.
1940. 비시(Vichy) 정권에 대한 비판 연설로 강사직에서 면직.
1943. 법학 교수 자격시험 합격.
1940-1944. 레지스탕스 활동.
1944-1945. 보르도 시 부시장.
1945-1980. 보르도 대학교 법학대학 교수
1947-1980. 보르도 정치대학(IEP) 교수
1956-1970. 프랑스 개혁교회 ‘전국위원회’ 위원.
1958-1977. 청소년 범죄 예방 활동.
1973-1977. 아키텐(Aquitaine) 연안 개발 반대 환경보호 투쟁
1994. 페삭에서 82세의 나이로 서거.

## 업적과 평가
20세기의 기술 문명을 비판한 사상가로 주로 알려진 엘륄은 역사학과 사회학과 신학이라는 세 가지 연구 영역을 넘나들면서, 60여 권에 달하는 저서와 수백 편의 논문을 저술한다. 이 같은 엄청난 저술 활동에도 불구하고, 사회학자로서 파리(Paris)의 사상계와 신학자로서 개신교계에 잘 알려지지 않은 상태였다. 그럼에도 미국에서는 기술과 성서 텍스트에 대한 연구 및 ‘윤리에 관한 삼부작’으로 인해, 그의 사상에 대해 활발한 연구와 더불어 그의 거의 모든 저서가 번역된다.
최근에 와서 프랑스에서도 엘륄의 사상에 대한 연구가 활기를 띠고, 엘륄의 사상과 관련된 학회와 심포지엄이 활발히 개최되고 있다. 엘륄이 사후에 프랑스에서 인정받고 있는 이유는 현시대에 심각하게 부각되는 다양한 문제 및 현상과 관련되어 있다. 전 세계적 금융 위기 같은 사회적 위기, 통제되지 않는 개발에 의한 환경 파괴의 위험, 온실가스 증가로 인한 기후 변화와 이상 기후, 체르노빌과 후쿠시마 원전 사고 같은 핵 재난, 유전자변형 식품과 광우병, 동물 복제로부터 시작된 인간 복제의 가능성 등이다. 그러한 위기와 위험과 재난에 직면하여 해결책이 무엇인지 찾아보지만, 그 해결책을 제대로 제시하는 사상가를 찾아볼 수 없는 실정이다. 그런 상황에서 기술을 중심축으로 하는 엘륄의 사상을 통해 그 해결의 실마리와 단서가 발견된 것이라고 볼 수 있다.

## 활동
엘륄은 프랑스 개신교 내에서 프랑스 개혁교회 전국위원을 맡아 프랑스 개혁교회를 변혁시키려는 운동을 끈질기게 이끌고 나간다. 또한 평신도 사역자로서 고향 페삭에서 작은 교회를 맡아 목회 일을 하기도 한다. 그는 스트라스부르 대학교 강사 시절 학생들 앞에서 독일의 괴뢰 정부인 비시 정부의 수반 페탱(Pétain) 원수를 비판한 사건으로 면직된다. 어쩔 수 없이 보르도로 돌아온 그는 레지스탕스에 가담하여 활동하다가 독일로부터 해방을 맞이한다. 이후에 보르도 시청에서 부시장을 잠시 역임하다가 관료주의의 한계를 느끼고 부시장직을 사임한다. 그는 정치에 대해 환멸을 드러내지만, 해방 직후에는 정치 활동에 열정적으로 잠시 참여하기도 한다.
엘륄은 프랑스에서 최초로 청소년 범죄 예방 클럽을 만들어 길에서 방황하는 젊은이들을 새로운 방식으로 재교육하는 청소년 범죄 예방 활동에 적극적으로 참여하기도 한다. 그리고 프랑스 남서부 아키텐 연안 개발에 반대하는 환경보호 투쟁에도 오랜 기간 열성적으로 가담하여 부분적인 성공을 거두기도 한다. 특히, 그는 젊은 시절에 당시 매우 격동적인 사회․정치적 상황과 맞물려 인격주의 운동에 뛰어드는데, 이 운동을 기독교적 토대 위에서 시작하여 이끌면서 치열하게 전개해 나간다. 즉, 프랑스 남서부 지방을 중심으로 인격주의 운동 소그룹들을 결성하여 활발한 운동을 펼치면서, 개인과 집단의 철저한 변화를 통해 사회의 근본적인 변화를 시도한다. 

## 사상의 특징
엘륄의 저서와 사상 전체는 사회학적 측면과 신학적 측면으로 뚜렷이 구분된다. 그러나 두 측면이 하나의 전체를 이루면서 통일성과 일관성을 유지하는 것이 특징이다. 특히, 그는 마르크스 사상과 성서라는 두 가지 영향을 동시에 받게 된다. 『자본론』을 통해 그에게 전해진 마르크스 사상은 이 세상의 현실을 발견하고 해석하는 도구가 된다. 그렇지만, 성서 계시는 그에게 마르크스 사상과는 다른 측면에서 마르크스 사상이 설명하지 못하는 개인적인 문제와 삶에 대한 설명을 제시한다. 그는 그 둘 중 어느 하나를 배제하지도 못하고 그 둘을 종합할 수도 없다. 마침내 그는 변증법적 접근 방식으로 자신의 연구 전체를 이끌고 나가면서, 사회학적 측면과 신학적 측면이라는 두 영역에서 연구하게 된다.
그중 사회학적 측면은 기술, 정치, 선전, 혁명, 국가, 예술과 같은 다양한 분야에서 현대 사회를 묘사하면서, 현대 사회의 다양한 현상들을 분석하는 사회학적 저술로 나타난다. 신학적 측면은 창세기, 열왕기상하, 전도서, 요나서, 복음서, 요한계시록 같은 신구약성서 몇 권을 대상으로 한 성서 연구로 나타난다. 그리고 신학적 측면은 기도, 자유, 소망, 돈, 폭력 같은 그리스도인의 삶과 관련된 다양한 주제를 중심으로 한 신학적 고찰 혹은 윤리적 고찰로 나타난다. 그런데, 신학적 측면을 통해서는 다양한 사회 현상을 구체적으로 묘사하거나 분석할 수 없다. 그 때문에, 사회학적 측면은 그의 표현에 따르면 ‘구체적 요소’에 해당한다. 물론, 그는 현대 사회를 영적으로 고찰하는 작업인 신학적 연구 없이는 현대 사회를 전체적으로 바라보고 연구할 수 없음을 확신한다. 하지만 그는 사회학적 측면을 통해 우리가 사는 세상에 대한 고찰이 이루어지지 않고서는 그런 신학적 연구를 수행할 수 없음을 강조한다.

## 사회학적 측면의 사상
사회학적 측면에서의 엘륄의 중심 사상은 기술 혹은 기술 현상과 관련된다. 그는 현시대와 세상에서 결정 요인이 되어 버린 기술의 위상을 설명하고, 인간이 통제할 수 없는 독자적이고 자율적인 체계가 되어버린 기술 체계 속에서의 인간의 상황을 묘사하며, 기술 발달과 진보지상주의를 옹호하는 ‘기술 담론’의 거짓을 지적한다. 정치에 대한 분석을 통해, 그는 정치를 통해 무언가를 이룰 수 있다는 환상에서 벗어나기를 권고한다. 선전과 관련하여, 선전이 미치는 영향과 선전을 통해 야기되는 폐해를 지적한다. 혁명과 관련하여, 역사적으로 일어난 온갖 혁명을 분석한 후, 인간에게 진정으로 필요한 혁명이 무엇인지 제시한다.
마르크스 사상과 관련하여, 엘륄은 자신에게 사회학적 분석 도구와 틀을 제시한 마르크스 사상을 자세히 분석한다. 그뿐 아니라, 그는 기독교적 관점에서 마르크스 사상을 어떻게 바라볼 것인지에 대한 입장을 제시한다. 이와 같이, 그는 마르크스의 저서를 탐독한 혁명 이론가이다. 하지만, 그는 마르크스 사상에서 이데올로기와 ‘화석화된 사상’만을 보았기 때문에, 마르크스 사상의 주요 동향과 늘 멀리 떨어져 있었다. 그외에도, 그는 현대 기술 사회에서 기술과 이미지에 의해 짓밟힌 말, 현대 세상의 새로운 신화와 정치적 종교, 교묘하게 모습을 바꾼 부르주아, 일반적으로 통용되는 사회통념, 사회에 적응하지 못하는 자들이 소외 현상 등을 분석하고 비판한다.
'자유'는 엘륄의 삶과 저작 전체의 중심에 위치한다. 즉, 그가 행하고 경험하고 생각한 어느 것도 '자유'와 관련되지 않는다면 이해되지 않는다. 성서를 통해 그에게 계시된 하나님은 무엇보다 해방자이기 때문에 그러하다. 그래서 그는 자신의 저작 전체가 ‘자유’라는 개념에 완전히 집중되어 있다고 밝히면서, ‘예수 그리스도 안에서의 자유’에 대한 확신을 드러낸다. 따라서 엘륄에게 '자유'는 과학적 낙관주의, 기술적 진보에 대한 맹목적 신뢰, 개인의 비인격화, 전체적인 국가의 증가 같은 '자유'를 위협하는 위험들에 맞선 개인의 지속적인 투쟁이다.
그래서 엘륄은 다른 사회학자들이 하듯이 세상을 단지 묘사하기 위해서가 아니라, 우리가 사는 세상의 현실을 파악하여 이 세상을 특징짓는 ‘영적 실재’를 지적하며 폭로하려고 애쓴다. 그 때문에, 그는 자신의 사회학적 저서들을 통해 기술, 선전, 정치, 혁명, 돈, 국가 등과 같은 현대 사회의 현상들을 분석한다. 그뿐 아니라, 그는 그 현상들에 의해 우리 사회가 끌려가는 방향을 설명하려 하면서, 그 현상들이 종속된 숨겨진 논리에 관심을 집중한다.

## 신학적 측면의 사상
엘륄은 자신의 신학적 저서들을 통해 기독교에 대해 근본적이고 가차 없는 비판을 가한다. 기독교는 기원후 3세기부터 국가와 결탁함으로써 복음적인 메시지를 완전히 와해시켰다는 것이다. 따라서 기독교는 본래 모습에서 벗어나 있기에 세상에 적극적으로 동조하며 순응한다. 그뿐 아니라, 기독교는 그리스도인에게 그러한 맹목적인 순응 행위를 강요하면서, 모순을 재생산해 내고 있을 따름이다. 그 때문에, 엘륄은 그리스도인에게 새로운 삶의 방식을 창조하는 것이 필요하다고 강조한다.
엘륄은 그리스도인이 추구할 가장 소중한 가치로서 ‘소망’과 ‘자유’를 제시한다. 또한 그는 이 세상에 순응하지 않은 채 세상에서 특별한 역할을 하도록 부름받은 그리스도인이 지닌 세상을 향한 소명과 책임을 강조한다. 따라서 그의 신학적 측면의 사상은 기술 사상으로 대표되는 그의 사회학적 측면의 사상과 떼어 놓고 생각할 수 없다. 그의 신학 사상이 주목을 받고 높이 평가되는 것은, 그 신학 사상이 그의 연구 업적 가운데 중심으로 평가되는 기술 사상과 밀접히 관련되기 때문이다. 물론, 그 신학 사상이 그의 기술 사상에서 제기되는 문제에 대한 해답이나 해결책으로 제시되는 것은 아니다. 그의 기술 사상에서 나타나는 주된 개념으로서 기술 체계는 전체성과 통일성을 지향한다. 기술 체계가 모든 활동을 포괄하고 자체의 고유한 논리를 갖고 있으며 모든 문화를 점진적으로 동화시키는 전체적인 체계라면, 기술 체계와 관련된 변증법적 요인이 더는 없다는 것이 문제이다. 이와 같이, 기술 체계가 전체적이라면 변증법적 요인은 기술 체계를 벗어난 외부에 존재해야 하는데, ‘초월자’만이 기술 체계 외부에 있을 수 있다.
특유의 신학 사상을 바탕으로 하는 엘륄의 기독교 신앙은 기술 체계 밖에 존재하고 닫힌 세상에 돌파구를 열 수 있는 초월적인 하나님과 하나님의 계시에 의거한다. 그 때문에, 그에게 기독교 신앙은 기술적인 지배에 저항할 수 있는 유일한 힘이다. 그리고 예수 그리스도 안에서의 해방이야말로 인간이 자신의 결정지어짐과 소외로부터 해방되는 것이다. 그러므로 예수 그리스도의 하나님은 인간을 참된 자유로 이끌 수 있는 유일한 존재이다. 인간이 예수 그리스도 안에 있다면, 기술의 신성함을 더는 숭배하지 않고 기술의 신성함을 떨어뜨리면서, 기술 사회에서 계속 살아갈 수 있다. 즉, 인간이 도구들을 섬기는 대신 이 도구들을 인간을 위해 사용할 수 있고, 인간에게 유용하지 않은 도구들 없이도 살아갈 수 있다. 인간은 예수 그리스도에 의해 해방되도록 되어 있다는 것이다. 또한 인간은 기술 사회의 모든 우상에 대해 그 신성함을 떨어뜨리는 길로 들어가게 되어 있다는 것이다. 그리고 인간은 자신의 삶의 방식을 통해 모든 희망과 절망을 넘어서는 소망을 증언하기로 되어 있다는 것이다.
이와 같이, 엘륄은 “존재한다는 것은 저항하는 것이다”를 신조로 삼아 기술 체계 속에서의 세상에 순응하는 삶과 태도를 비판하면서, 거기에 맞서 치열하게 투쟁하는 삶을 실천한다. 결국, 기술 체계 속에 사로잡힌 인간의 상황에 직면하여, '예수 그리스도 안에서의 참된 자유'를 제시하며 거기에 맞서 투쟁하는 것이야말로 그의 삶과 사상의 바탕을 이룬다.

## 자크 엘륄의 사상의 영향
프랑스에서는 엘륄의 사상을 재발견하는 데 가장 호의적인 세 집단이 있다. 보르도 대학교 법학대학 및 보르도 정치대학과 연계된 몇몇 학구적 서클, 프랑스의 소규모 개신교 사회, 성장 반대론자를 포함한 급진적 환경 운동권이다. 이 세 집단이 엘륄의 사상을 인정하면서 가장 충실하게 잘 받아들이고 있다. 엘륄의 사상의 계승자들 중에는 대중매체와 정치무대를 통해 모든 프랑스인에게 잘 알려진 이들이 있다. 그중 가장 유명한 인물은 유럽의회 의원 조제 보베(José Bové)와 정치가 노엘 마메르(Noel Mamère)이다. 비록 그들은 엘륄의 제자로 알려져 있지는 않지만, 그들의 명성은 자신들의 스승을 훨씬 능가한다. 또한 유명 작가 장클로드 기유보(Jean-Claude Guillebaud), 철학자 도미니크 부르(Domonique Bourg), 경제학자 세르주 라투슈(Serge Latouche) 등이 엘륄의 사상을 영향을 받은 대표적 인물로서, 그들은 엘륄의 사상을 계승하여 발전시키고 있다.
미국에서는 기술에 의해 생겨난 인간성 말살, 소음, 오염, 삶의 기계화 등 기술적 진보의 폐해가 이미 간파되었기 때문에, 미국 지식인들은 기술에 대한 엘륄의 뛰어난 분석에 주목한다. 미국인들이 엘륄의 저서들과 사고들을 발견하기 위해 따른 두 가지 길이 있다. 그 첫 번째 길은 신학적인 길이다. 존 하워드 요더(John Howard Yoder)와 베르나드 엘러(Vernard Eller) 같은 재세례파 교도들과 메노파 교도들이 엘륄의 논지를 논의한다. 이들과 엘륄의 논지는 "기독교 아나키즘"(Anarchisme chrétien)이라는 형태에 수렴한다. 또한 서저너즈(Sojourners) 공동체 운동의 짐 월리스(Jim Wallis) 같은 상당수의 젊은 복음주의자들이 엘륄을 발견한다. 그리고서 그들은 자신들의 급진적인 기독교 전통에 엘륄을 더하여 그 전통을 키워나간다. 특히, 미국에서 엘륄의 사상을 받아들이는 집단 중에는 급진적인 젊은 그리스도인들이 있다. 그들의 영감의 원천 중 하나가 바로 엘륄이다. 미국인들이 엘륄의 저서들과 사고들을 발견하려고 따른 두 번째 길은 ‘기술 사회학’이라는 길이다. 미국 전역에는 정치학, 사회학, 매스미디어, 기술 철학 같은 아주 다양한 분야에서 엘륄의 관점과 논지에 깊이 영향을 받은 작가와 교수와 사회 활동가들이 나타난다. 영국에서 활동하는 프랑스-그리스 출신의 정치학자이자 톨스토이계 기독교 아나키스트인 알렉상드르 크리스토야노풀로스(Alexandre Christoyannopoulos)도 현대 기독교 아나키즘과 평화주의에 미친 엘륄의 공헌을 인정하며, 그를 톨스토이 이후 기독교 아나키즘 사상의 핵심 인물로 평가한다.
이반 일리치(Ivan Illich)는 엘륄의 대표적인 저서 『기술 혹은 시대의 쟁점 La technique ou l'enjeu du siècle』을 영어로 번역한 『기술 사회 The Technological Society』를 읽음으로써 충격을 받고 엘륄 저작의 진가를 발견한다. 이후로 10년간 그는 환경, 사회 구조, 문화, 종교 등에 대한 기술 수단의 지배에서 비롯된 사회적 결과들을 연구한다. 그는 30여 년 전부터 자신의 행로에서 결정적으로 방향을 바꾸게 한 것이 엘륄이며, 자신은 엘륄이 앞서간 족적을 따라온 것이라고 밝힌다.

## 저서

### 연대별 저서 목록(국역본 Korean translations)
- 1936. Étude sur l'évolution et la nature juridique du Mancipium (thèse de doctorat) ; 만시피움의 변화와 사법적 성격에 대한 연구(박사학위 논문)
- 1946. Le fondement théologique du droit ; 법의 신학적 기초(『자연법의 신학적 의미』, 대장간, 2013, 강만원 옮김)
- 1948. Présence au monde moderne, Problèmes de la civilisation post-chrétienne ; 현대 세상에서 현존, 후기 기독교 문명의 문제 (『세상 속의 그리스도인』, 대장간, 2010, 박동열 옮김)
- 1952. Le livre de Jonas ; 요나서 (『요나의 심판과 구원』, 대장간, 2010, 신기호 옮김)
- 1954. L'homme et l'argent ; 인간과 돈 (『하나님이냐 돈이냐』, 대장간, 2019, 양명수 옮김)
- 1954. La Technique ou l'Enjeu du siècle ; 기술 혹은 시대의 쟁점 (『기술의 역사』, 한울, 1996, 박광덕 옮김)
- 1955. Histoire des institutions, t. 1 & 2, L'Antiquité ; 제도사 1-2권, 고대 그리스와 고대 로마
- 1956. Histoire des institutions, t. 3, Le Moyen Age ; 제도사 3권, 중세
- 1956. Histoire des institutions, t. 4, XVIe siècle-XVIIIe siècle ; 제도사 4권, 16-18세기
- 1956. Histoire des institutions, t. 5, Le XIXe siècle ; 제도사 5권, 19세기
- 1962. Propagandes ; 선전 (『선전』, 대장간, 2012, 하태환 옮김)
- 1963. Fausse présence au monde moderne ; 현대 세상에서 잘못된 현존
- 1964. Le vouloir et le faire, Recherches éthiques pour les chrétiens ; 원함과 행함-스도인을 위한 윤리 연구 (『원함과 행함』, 대장간, 2018, 김치수 옮김)
- 1965. L'Illusion politique ; 정치적 환상 (『정치적 착각』, 대장간, 2011, 하태환 옮김)
- 1966. Exégèse des nouveaux lieux communs ; 새로운 사회 통념에 대한 주석
- 1966. Politique de Dieu, politiques de l'homme ; 하나님의 정치와 인간의 정치 (『하나님의 정치와 인간의 정치』, 대장간, 2012, 김은경 옮김)
- 1967. Histoire de la propagande ; 선전의 역사
- 1967. Métamorphose du bourgeois ; 부르주아의 변신
- 1969. Autopsie de la révolution ; 혁명의 해부 (『혁명의 해부』, 대장간, 2012, 황종대 옮김)
- 1971. L'impossible prière ; 불가능한 기도(『우리의 기도』, 대장간, 2015, 김치수 옮김)
- 1971. Jeunesse délinquante, Une expérience en province (avec Yves Charrier) ; 비행 청소년, (이브 샤리에와) 지방에서 경험
- 1972. Contre les violents ; 폭력에 맞서 (『폭력에 맞서』, 대장간, 2012, 이창헌 옮김)
- 1972. De la Révolution aux Révoltes ; 혁명에서 반란으로 (『혁명에서 반란으로』 , 대장간, 2019, 안성헌 옮김)
- 1972. L'Espérance oubliée ; 잊혀진 소망 (『잊혀진 소망』, 대장간, 2009, 이상민 옮김)
- 1973. Éthique de la liberté, volume 1. ; 자유의 윤리, 1권 (『자유의 윤리1:현대의 인간 소외와 그리스도의 자유』 , 대장간, 2019, 김치수 옮김)
- 1973. Les nouveaux possédés ; 새로운 악령 들린 자들 (『새로운 신화에 사로잡힌 사람들』 , 대장간, 2021, 박동열 옮김)
- 1974. Éthique de la liberté, volume 2. ; 자유의 윤리, 2권 (『자유의 윤리 2: 참여와 이탈』, 대장간, 2019, 김치수 옮김)
- 1975. Sans feu ni lieu: signification biblique de la Grande Ville ; 의지할 곳 없이, 대도시의 성서적 의미 (『머리 둘 곳 없던 예수』, 대장간, 2013, 황종대 옮김)
- 1975. L'Apocalypse: Architecture en mouvement ; 요한계시록, 움직이는 건축물 (『요한계시록 주석』 - 한들, 유상현 옮김)
- 1975. Trahison de l'Occident ; 서구의 배반 (『서구의 배반』, 솔로몬, 2008, 박건택 옮김)
- 1977. Le Système technicien ; 기술 체계 (『기술 체계』, 대장간, 2013, 이상민 옮김)
- 1979. L'idéologie marxiste chrétienne ; 마르크스 기독교 이데올로기 (『기독교와 마르크스주의』, 대장간, 2011. 곽노경 옮김)
- 1980. L'empire du non-sens, L'art et la société technicienne ; 무의미의 제국, 예술과 기술 사회(『무의미의 제국』, 대장간, 2013, 하태환 옮김)
- 1980. La foi au prix du doute, « Encore quarante jours...» ; 의심을 대가로 치른 신앙, “아직도 40일이...” (『의심을 거친 믿음』, 대장간, 2013, 임형권 옮김)
- 1981. La Parole humiliée ; 굴욕당한 말(『굴욕당한 말:하나님은 말한다』, 대장간, 2014, 박동열, 이상민 옮김)
- 1982. Changer de révolution, L'Inéluctable Prolétariat ; 혁명의 쇄신, 불가피한 프롤레타리아 (『인간을 위한 혁명』, 대장간, 2012, 하태환 옮김)
- 1984. Éthique de la Liberté, volume 3: « Les Combats de la liberté » ; 『자유의 윤리, 3권, “자유의 투쟁” (『자유의 투쟁』, 솔로몬, 2008, 박건택 옮김)
- 1984. La Subversion du christianisme ; 기독교의 전복 (『뒤틀려진 기독교』, 대장간, 2012, 박동열, 이상민 옮김)
- 1985. Conférence sur l'Apocalypse de Jean ; 요한계시록 강연
- 1986. Un chrétien pour Israël ; 이스라엘을 위한 그리스도인
- 1987. Ce que je crois ; 내가 믿는 것 (『개인과 역사와 하나님』, 대장간, 2015, 김치수 옮김)
- 1987. La raison d'être, Méditation sur l'Ecclésiaste 존재의 이유, 전도서 묵상 (『존재의 이유: 전도서 묵상』, 대장간, 2016, 김치수 옮김)
- 1987. La Genèse aujourd'hui ; 오늘날의 창세기
- 1988. Anarchie et Christianisme. ; 아나키와 기독교 사상 (『무정부주의와 기독교』, 대장간, 2011, 이창헌 옮김)
- 1988. Le bluff technologique ; 기술담론의 허세
- 1991. Ce Dieu injuste...? Théologie chrétienne pour le peuple d'Israël ; 불의한 하나님...?, 이스라엘 백성을 위한 기독교 신학 (『하나님은 불의한가?』, 대장간, 2010, 이상민 옮김)
- 1991. Si tu es le Fils de Dieu: Souffrances et tentations de Jésus ; 네가 하나님의 아들이라면, 예수의 고난과 시험 (『네가 하나님의 아들이라면』, 대장간, 2010, 김은경 옮김)
- 1992. Déviances et déviants dans notre société intolérante ; 너그럽지 못한 우리 사회에서 일탈과 일탈자
- 1992. L'Homme à lui-même, correspondance avec Didier Nordon ; 참 모습 그대로의 인간, 디디에 노르동과의 서신 교환

### 자끄 엘륄의 유작
- 1995. Silences, Poèmes ; 침묵, 시
- 1996. Oratorio, Les quatre cavaliers de l'Apocalypse ; 오라토리오, 요한계시록의 네 기사
- 2003. La pensée marxiste ; 마르크스 사상 (『마르크스 사상』, 대장간, 2013, 안성헌 옮김)
- 2004. Islam et judéo-christianisme ; 이슬람과 유대․기독교 (『이슬람과 기독교』, 대장간, 2009)
- 2007. Les successeurs de Marx ; 마르크스의 후계자 (『마르크스의 후계자』, 대장간, 2015, 안성헌 옮김)
- 2007. Penser globalement, agir localement ; 총체적으로 생각하고 지역적으로 행동하라
- 2008. Ellul par lui-même, Entretiens avec Willem H, Vanderburg (Perspectives on our age, Jacques Ellul speaks on his life and work) ; 그 자체로서 엘륄, 빌렘 반더버그와 대화 (우리 시대에 대한 전망, 자끄 엘륄이 자신의 삶과 일에 대해 이야기하다) (『세계적으로 사고하고 지역적으로 행동하라』, 대장간, 2010, 신광은, 김재현 옮김)
- 2008. Israël, Chance de civilisation ; 이스라엘, 문명의 기회
- 2013. Pour qui, pour quoi travaillons-nous ? ; 누구를 위해, 무엇을 위해 우리는 일하는가?
- 2014. Théologie et Technique, Pour une éthique de la non-puissance; 신학과 기술: 비능력의 윤리를 위하여
- 2014. Nous sommes des révolutionnaires, malgré nous. Textes pionniers de l'écologie politique; 그럼에도, 우리는 혁명가들이다(베르나르 샤르보노와 공저), 『생태 감수성의 혁명적 힘: 인격주의, 자연감성, 기술비판』, 비공, 2021, 안성헌 옮김
- 2018. Les classes sociales; 사회 계급들(보르도 정치연구소 강의록)
- 2021. La nature du combat pour une révolution écologique: 생태 혁명을 위한 싸움의 본질(베르나르 샤르보노와 공저)

## 같이 보기
- 기독교 문화
- 기독교 세계관

### 자끄 엘륄 연구서
- 박건택, 『자끄 엘륄 사상 입문』, 다산글방, 2003.
- 손화철, 『토플러&엘륄:현대기술의 빛과 그림자』, 김영사, 2006.
- 정원범, 『자끄 엘륄의 윤리 사상』, 대장간, 2008.
- 신광은, 『자끄 엘륄 입문』, 대장간, 2010.
- 프레데릭 호뇽, 『자끄 엘륄, 대화의 사상』- 대장간, 2011, 임형권 옮김.
- 박건택, 『자끄 엘륄의 생애와 사상』, 솔로몬, 2012.
- 하상복, 『자크 엘륄』, 커뮤니케이션북스, 2018.
- 이상민, 『자크 엘륄, 시대를 앞서간 사상가』, 고북이, 2020.
- 이상민, 『자크 엘륄 읽기 시리즈1ㅡ기술,선전,정치,혁명』, 고북이, 2022.

## 참고자료
1. ↑  엘륄이 윤리와 관련하여 집필한 삼부작 중 첫 번째 저서는 1964년에 출간된 『원함과 행함 Le vouloir et le faire』이고, 두 번째 저서는 1974년에 출간된 두 권으로 된 『자유의 윤리 Éthique de la liberté』이며, 세 번째 저서는 1984년에 출간된 『자유의 투쟁 Les combats de la liberté』이다.
2. ↑  Frédéric Rognon, Générations Jacques Ellul. Soixante héritiers de la pensée de Jacques Ellul, Labor et Fides, 2012, pp. 157-158.
3. ↑  Ibid., pp. 266-269 ; cf. Jean-Luc Porquet. Jacques Ellul. L’homme qui avait (presque) tout prévu. Nucléaire, nanotechnologies, OGM, propagande, terrorisme…, Le Cherche Midi, 2012.
4. ↑  Patrick Troude-Chastenet, “Biographie de Jacques Ellul (1912-1994)” in Jacques Ellul, penseur sans frontières, L’Esprit du Temps, 2005, p. 357 ; Willam Vanderburg, Perspectives on our age, Jacques Ellul speaks on his life and work, Canadian Broadcasting Operation, 1981, p. 24 ; Madelaine Garrigou-Lagrange, À temps et à contretemps, Entretiens avec Madeleine Garrigou-Lagrange, Le Centurion, 1981, pp. 90-93.
5. ↑  La Technique ou l'enjeu du siècle, Economica, 2008, pp. 42-44 ; Patrick Troude-Chastenet, Entretiens avec Jacques Ellul, La Table Ronde, 1994, pp. 115-116, 120-123 ; Patrick Troude-Chastenet, “Biographie de Jacques Ellul (1912-1994)” in Jacques Ellul, penseur sans frontières, op.cit., pp. 351-352 ; Madelaine Garrigou-Lagrange, À temps et à contretemps, Entretiens avec Madeleine Garrigou-Lagrange, op.cit., p. 45.
6. ↑  Patrick Troude-Chastenet, “Biographie de Jacques Ellul (1912-1994)” in Jacques Ellul, penseur sans frontières, op.cit., pp. 352-353.
7. ↑  Madelaine Garrigou-Lagrange, À temps et à contretemps, Entretiens avec Madeleine Garrigou-Lagrange, op.cit., pp. 105-116 ; Troude-Chastenet, 2005a: 355.
8. ↑  Madelaine Garrigou-Lagrange, À temps et à contretemps, Entretiens avec Madeleine Garrigou-Lagrange, op.cit., pp. 128-139.
9. ↑  Patrick Troude-Chastenet, “Biographie de Jacques Ellul (1912-1994)” in Jacques Ellul, penseur sans frontières, op.cit., pp. 350-351 ; Madelaine Garrigou-Lagrange, À temps et à contretemps, Entretiens avec Madeleine Garrigou-Lagrange, op.cit., pp. 37-38.
10. ↑  Willam Vanderburg, Perspectives on our age, Jacques Ellul speaks on his life and work, op.cit., pp. 14-15 ; Jacques Ellul, Ce que je crois, Grasset & Fasquelle, 1987, pp. 60-62.
11. ↑  Patrick Troude-Chastenet, Entretiens avec Jacques Ellul, op.cit., pp. 40.
12. ↑  Cf. La Technique ou l'enjeu du siècle, Economica, 2008 ; Le Système technicien, Le Cherche Midi, 2012 ; Le Bluff technologique, Hachette, 2004 ; L'Illusion politique, La Table Ronde, 2004 ; Propagandes, Economica, 1990 ; Autopsie de la révolution, Calmann-Lévy, 1969 ; De la Révolution aux Révoltes, Calmann-Lévy, 1972 ; Changer de Révolution, L’Inéluctable prolétariat. Éditions du Seuil, 1982.
13. ↑  Cf. La pensée marxiste. Cours professé à l’Institut d’études politiques de Bordeaux de 1947 à 1979, La Table Ronde, 2003 ; Les Successeurs de Marx. Cours professé à l’Institut d’études politiques de Bordeaux, La Table Ronde, 2007 ; L'Idéologie marxiste chrétienne: Que fait-on de l’Evangile?, La Table Ronde, 2006 ; La Parole humiliée, Éditions du Seuil, 1981 ; Les Nouveaux Possédés, Mille et une nuits, 2003 ; Métamorphose du bourgeois, La Table Ronde, 1998 ; Exégèse des nouveaux lieux communs, La Table Ronde, 2004 ; Déviances et déviants dans notre société intolérante, Érès, 1992.
14. ↑  Patrick Troude-Chastenet, Entretiens avec Jacques Ellul, op.cit., p. 12.
15. ↑  엘륄은 인간이 이 세상과 현실에서 감지하고 겪는 ‘물질적 실재’(la réalité matérielle)의 배후에 존재하면서 이 ‘물질적 실재’를 좌우하고 결정짓는 것을 ‘영적 실재’(la réalité spirituelle)로 보고 있다.
16. ↑  Jacques Ellul, Présence au monde moderne, Presses Bibliques Universitaires, 1988, pp. 5-13.
17. ↑  Jacques Ellul, La Subversion du christianisme, Éditions du Seuil, pp. 9-11 ; Jacques Ellul, Présence au monde moderne, op.cit., pp. 123-136.
18. ↑  Jacques Ellul, Ce que je crois, op.cit., pp. 64-65.
19. ↑  이상민, “자크 엘륄의 신학 사상과 그 사상에 대한 평가”, 『신앙과 학문』 제24권 3호(2019), pp. 135-136.
20. ↑  Jacques Ellul, L’illusion politique, La Table Ronde, 2004, pp. 297.
21. ↑  Madelaine Garrigou-Lagrange, À temps et à contretemps, Entretiens avec Madeleine Garrigou-Lagrange, op.cit., p. 162 ; Jacques Ellul, Éthique de la liberté, tome Ⅰ, Labor et Fides, 1973, pp. 26-28, 52-71.
22. ↑  Frédéric Rognon, Générations Jacques Ellul. Soixante héritiers de la pensée de Jacques Ellul, op.cit., pp. 37-57, 169-176, 217-236 ; Jean-Luc Porquet. Jacques Ellul. L’homme qui avait (presque) tout prévu, op.cit., 277-295.
23. ↑  Ibid., pp. 157-158.
24. ↑  Ivan Illich, “Préface” in Sur Jacques Ellul, l’Esprit du Temps, 1994, pp. 11.